# Frutiger Aero

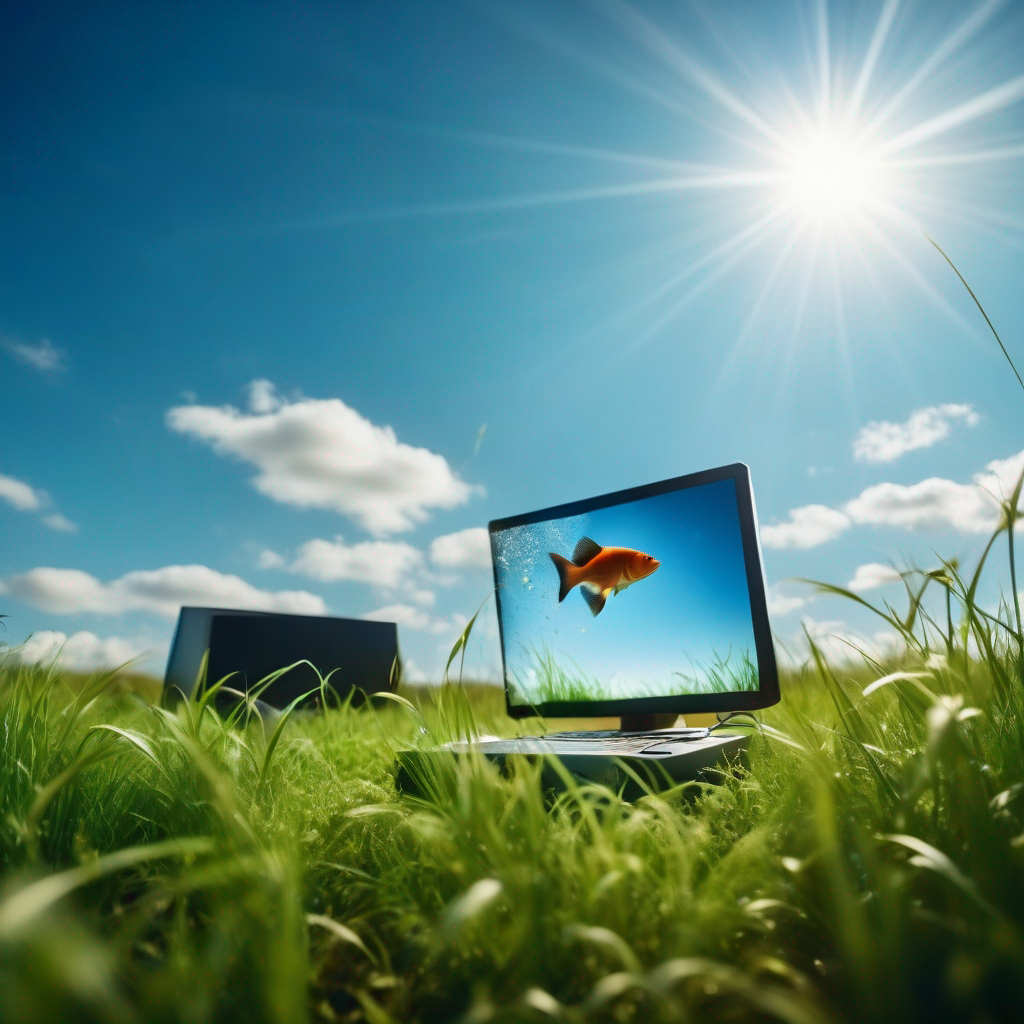
Na obrázku jde vidět vizualizace přírody (tráva, modrá obloha a slunce) a moderní technologie (PC a monitor). Tohle je charakteristické pro Frutiger Aero. Obrázek je vytvořený pomocí umělé inteligence Stable Diffusion.

Frutiger Aero, známé také jako Web 2.0 Gloss, je retrospektivní název aplikovaný na designový trend, který byl pozorován především v uživatelských rozhraních (UI) a internetové estetice začátkem 21. století. Termín Frutiger Aero byl vytvořen spojením dvou názvů – Windows Aero (příklad tohoto designu) a Adrian Frutiger (švýcarský návrhář písma, který vytvořil řadu humanistických písem hojně používaných ve starších počítačových rozhraních). Tento design se vyznačuje častým používáním lesklých skeuomorfních prvků spolu s počítačově generovanými vizualizacemi přírody, vzduchu a vody, které bývají většinou zobrazené vedle moderních technologií. Design byl populární v prvním desetiletí 21. století, protože jeho skeuomorfní povaha byla určena k tomu, aby byl pro spotřebitele přístupnější, ale s nástupem minimalistických trendů po roce 2010 začala jeho obliba postupně klesat. 

## Charakteristika

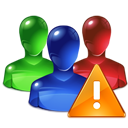
Jasné barvy a lesklé textury jsou charakteristické pro design Frutiger Aero.

Frutiger Aero se obvykle vyznačuje jasnými barvami (převážně modrá nebo zelená), skeuomorfismem, lesklými texturami, makrofotografiemi a bokeh fotografiemi. Mezi běžné motivy tohoto designu patří modrá obloha, tráva, voda, lesklé glóbusy, tropické ryby, bubliny a slunce. Filozofie designu Frutiger Aero byla popsána jako „retrofuturistická“ a představovala dobu „technologického optimismu“. Estetika sama o sobě byla nazývána „hravou“ a „maximalistickou“. V únoru 2023 řekla Amanda Brennanová (bývalá vedoucí redakce v Tumblr) v článku časopisu Dazed, že „v této estetice je hodně naděje, kterou Y2K nemá“.

## Historie
Termín Frutiger Aero vytvořila v roce 2017 Sofia Lee z CARI (Consumer Aesthetics Research Institute), což je online komunita, která se věnuje vývoji terminologie pro popis spotřebitelských estetik od roku 1970 až dodnes. Sofia Lee retrospektivně vymyslela tento termín, aby odkazoval na skeuomorfní tendence v designu, převládající zhruba od roku 2004 nebo 2005 do roku 2013.

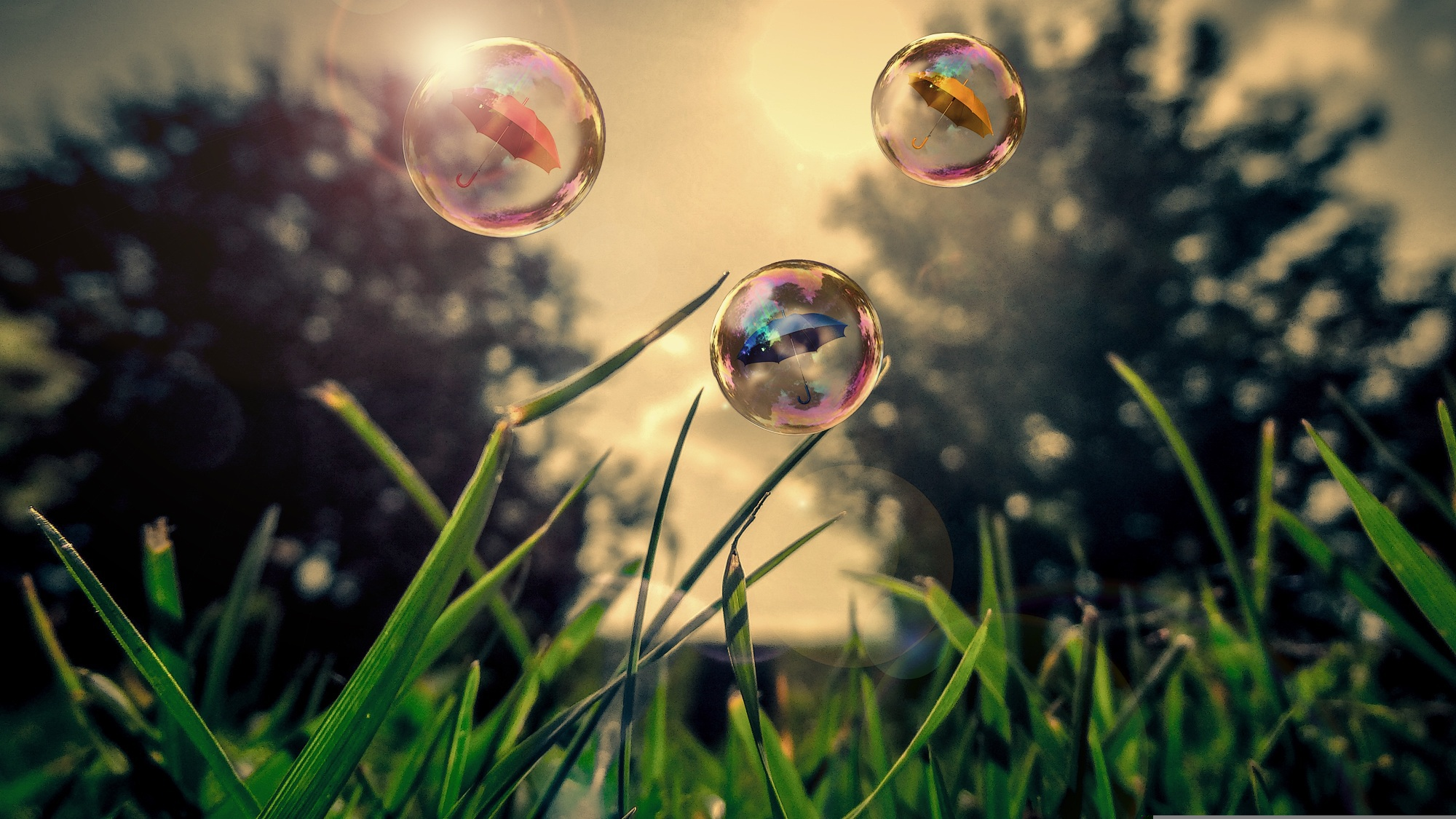
Bubliny jsou běžný motiv designu Frutiger Aero.

Během tohoto období se zařízení s dotykovou obrazovkou začala stávat běžnou součástí trhu a přátelské a skeuomorfní designy byly použity k aklimatizaci nových uživatelů na dotykovou technologii. Mezi populární produkty s designem, který později dostal název Frutiger Aero, patří technologie jako iPhone (1. generace), Samsung Galaxy S a Windows Vista a videohry jako The Sims 3 a Fruit Ninja. Tato estetika se navíc rozšířila za hranice technologií a lze ji nalézt na obalech jiných dobových produktů, jako jsou klimatizace, prací prostředky a nábytek. Způsob, kterým Frutiger Aero využívalo uklidňující barvy a čisté linie, lze považovat za snahu společností prezentovat své produkty jako spolehlivé a neohrožující. Použití průhledných prvků, jako jsou vodní stříkance, kapky a bubliny, mělo demonstrovat schopnost nového hardwaru zobrazovat obrázky ve vysokém rozlišení.
Frutiger Aero od té doby zaznamenalo oživení mezi online komunitami a v roce 2023 se na TikToku a YouTubu objevila videa, která obsahovala tuto estetiku, označená hashtagem #frutigeraero. V reakci na to byl založen subreddit r/FrutigerAero, kde mohou uživatelé diskutovat o této estetice. Mezi generací Z získalo Frutiger Aero oblibu, částečně kvůli nostalgii a protože slouží jako maximalistická alternativa k moderním minimalistickým firemním stylům, jako je Corporate Memphis. Kromě toho Amanda Brennanová uvedla, že moderní zájem může vyvstat z optimismu tohoto designu a také z toho, že Frutiger Aero je zaměřené na přírodu, což odpovídá zvýšenému povědomí o životním prostředí u generace Z.

## Galerie

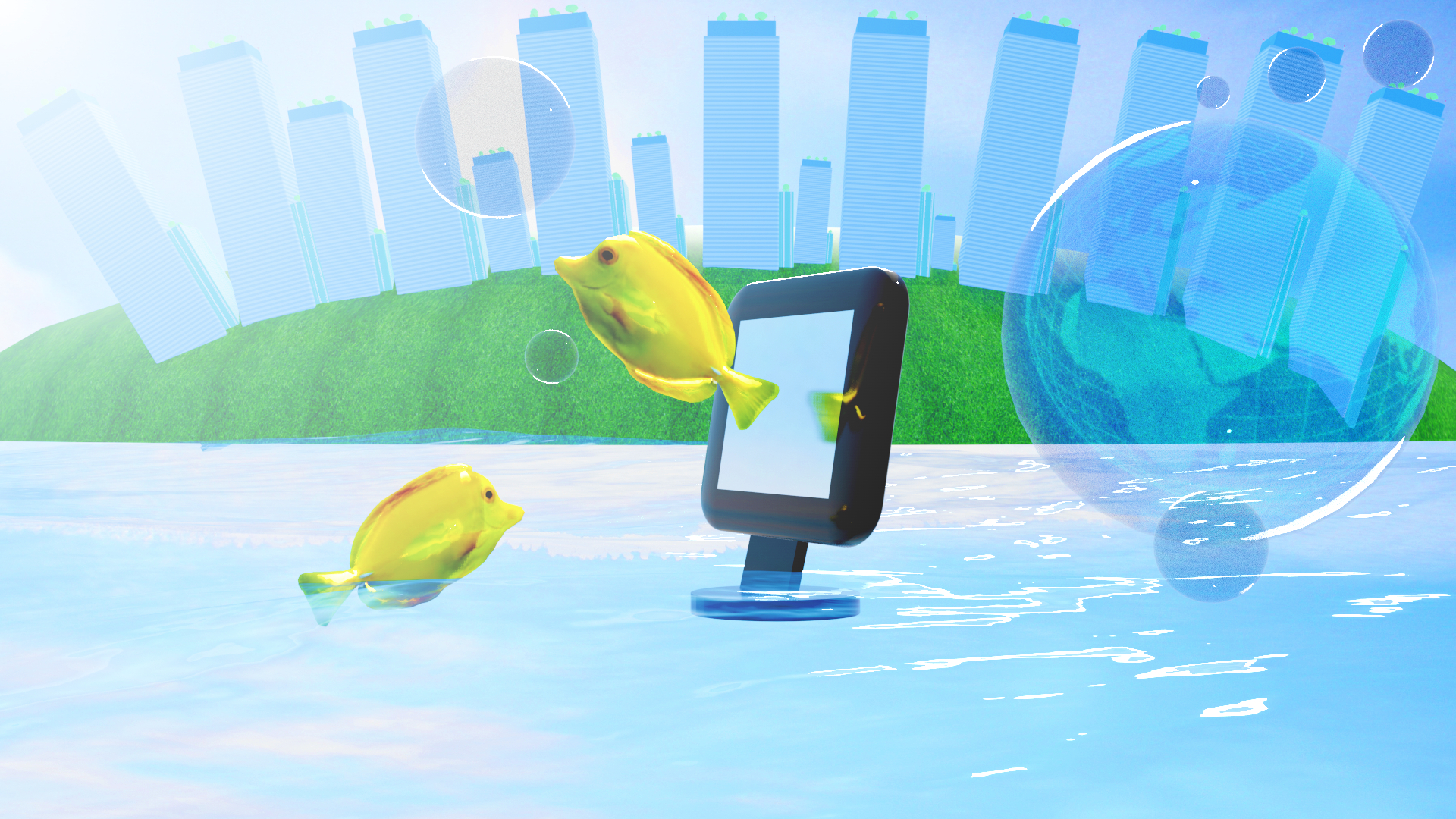
Obrázek s designem Frutiger Aero
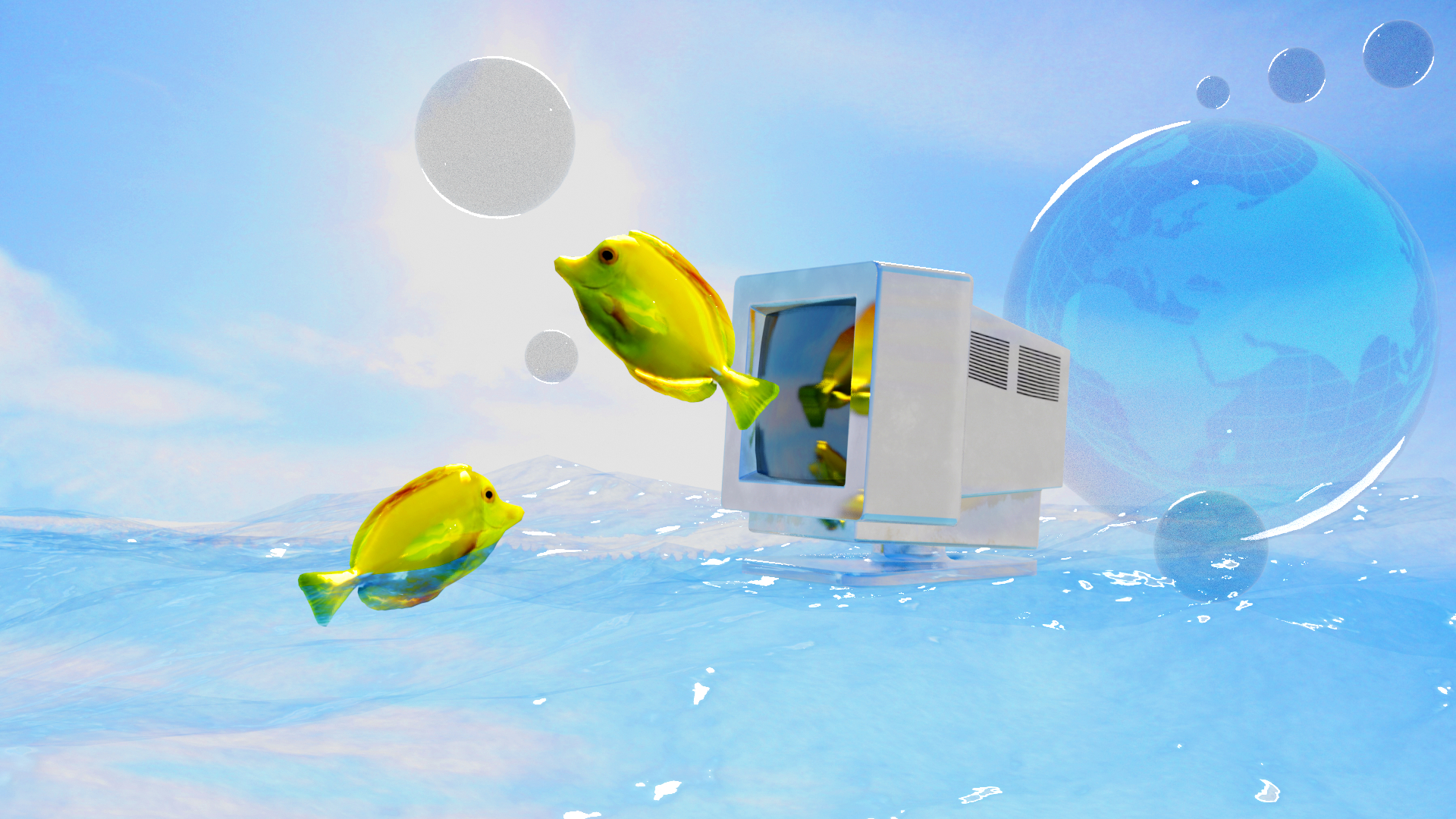
Obrázek s designem Frutiger Aero
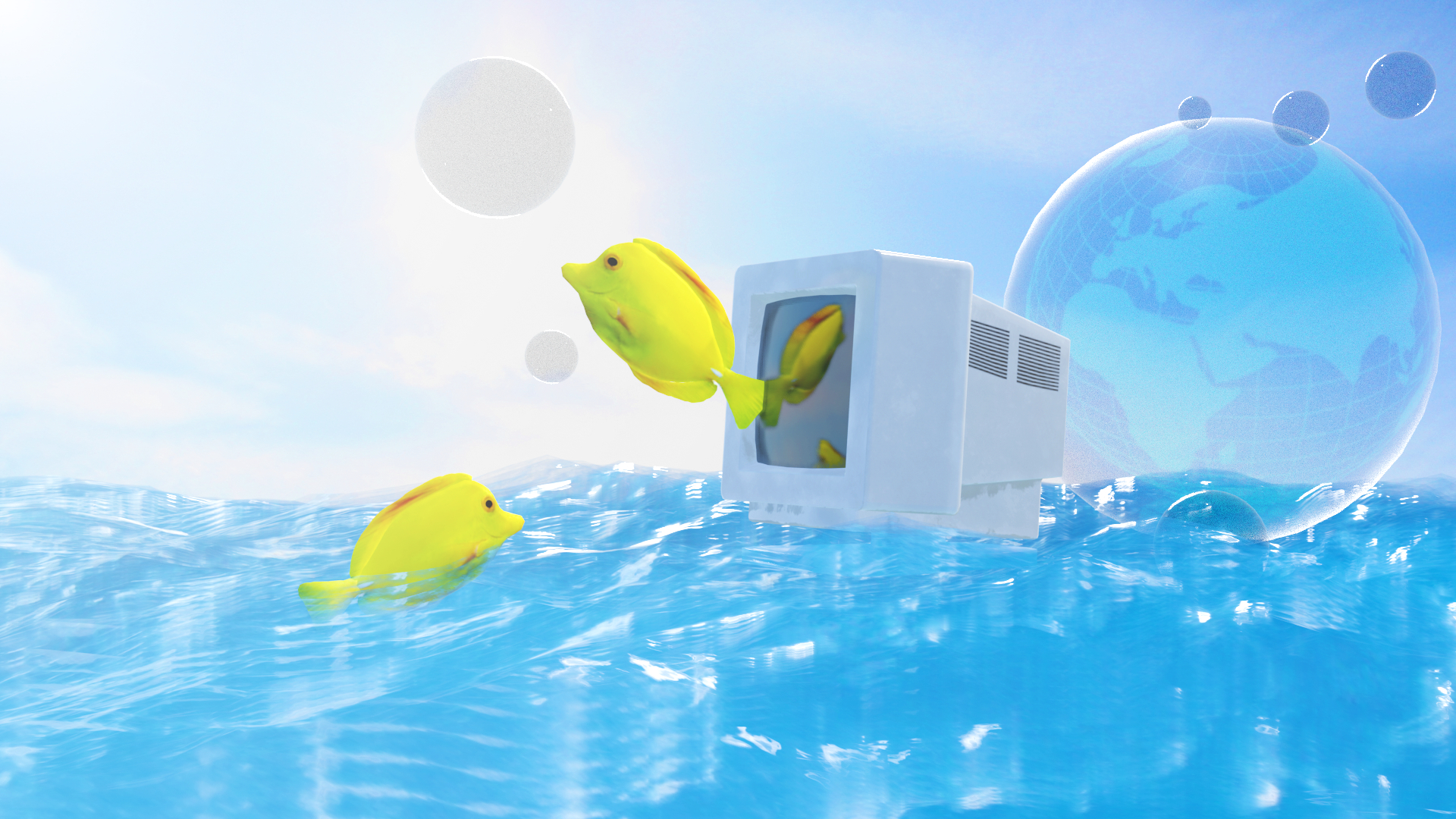
Obrázek s designem Frutiger Aero
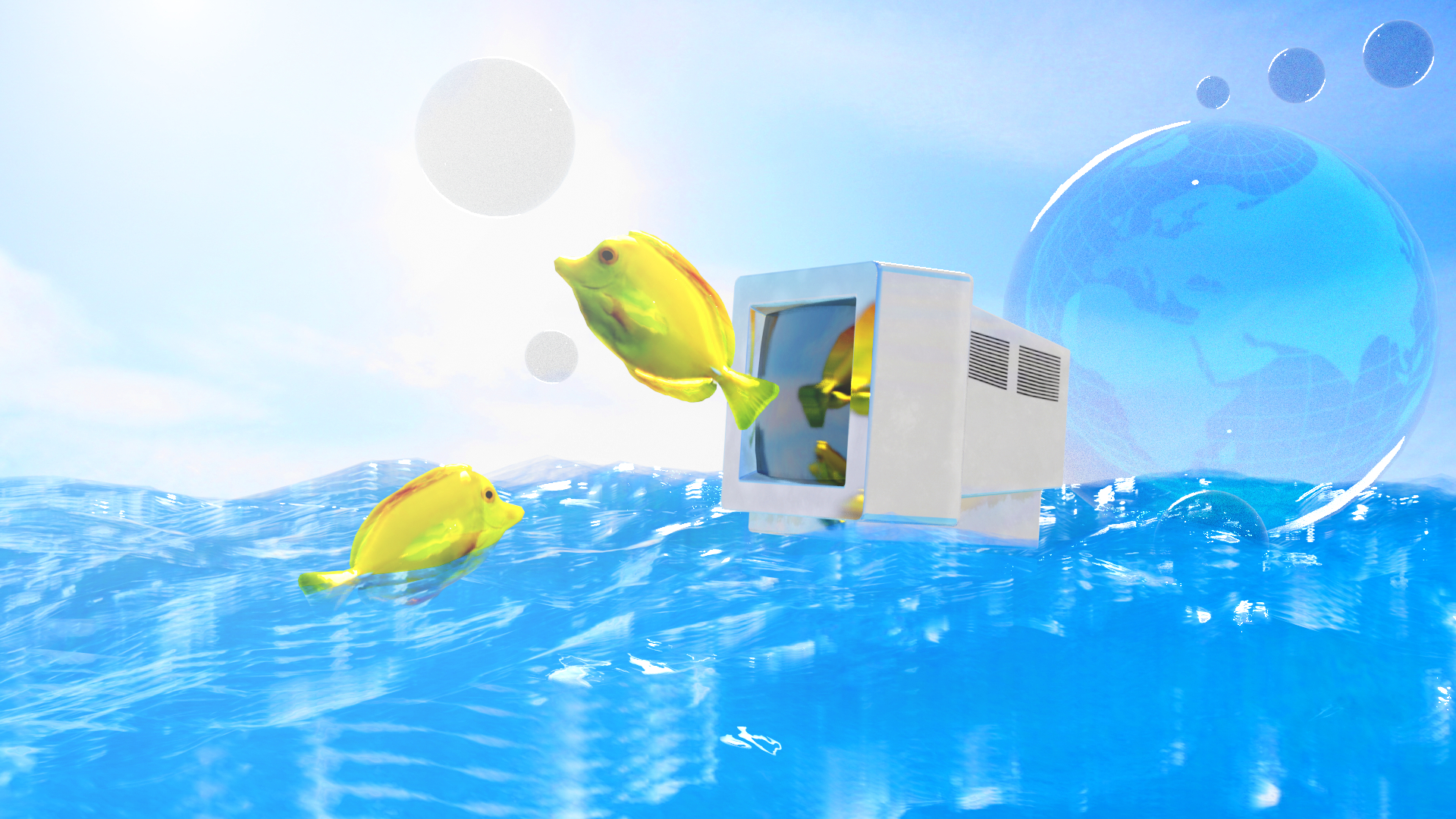
Obrázek s designem Frutiger Aero
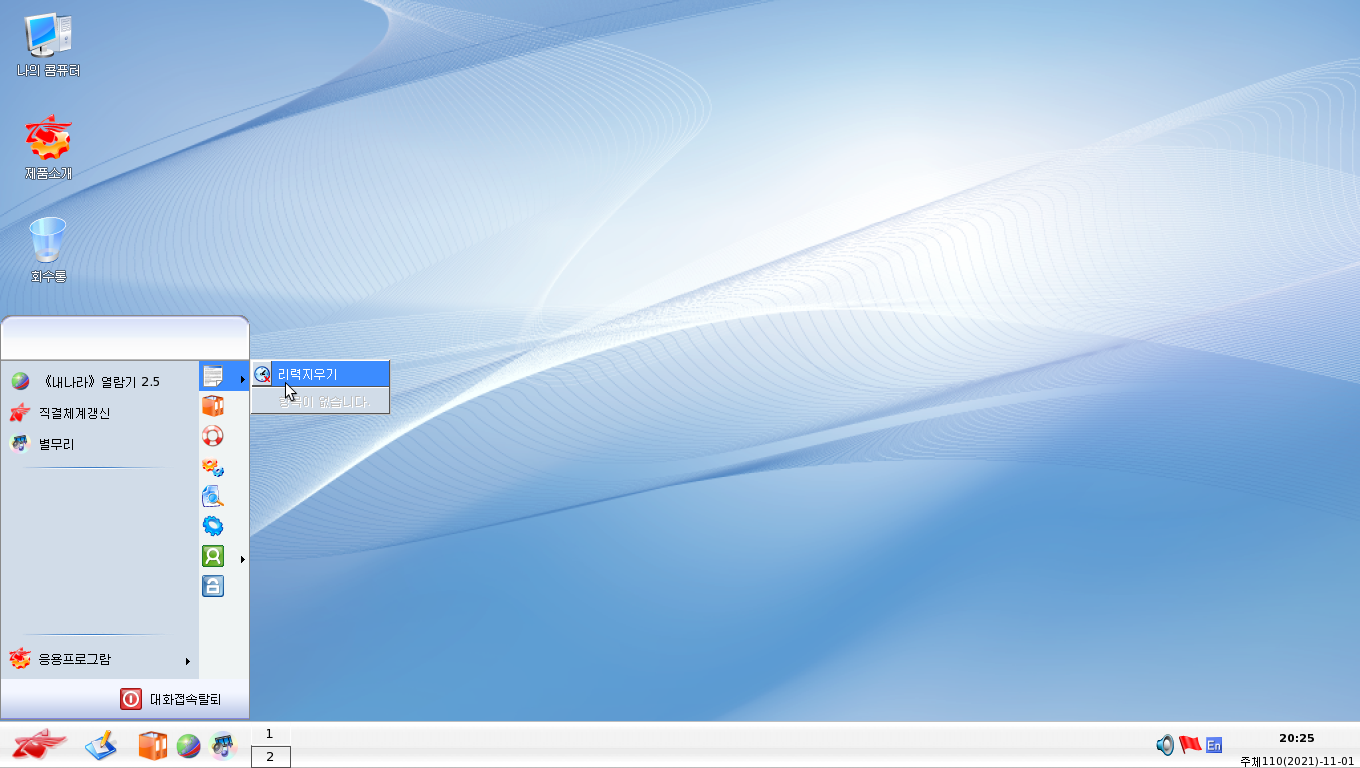
Uživatelské rozhraní s designem Frutiger Aero (Red Star OS)
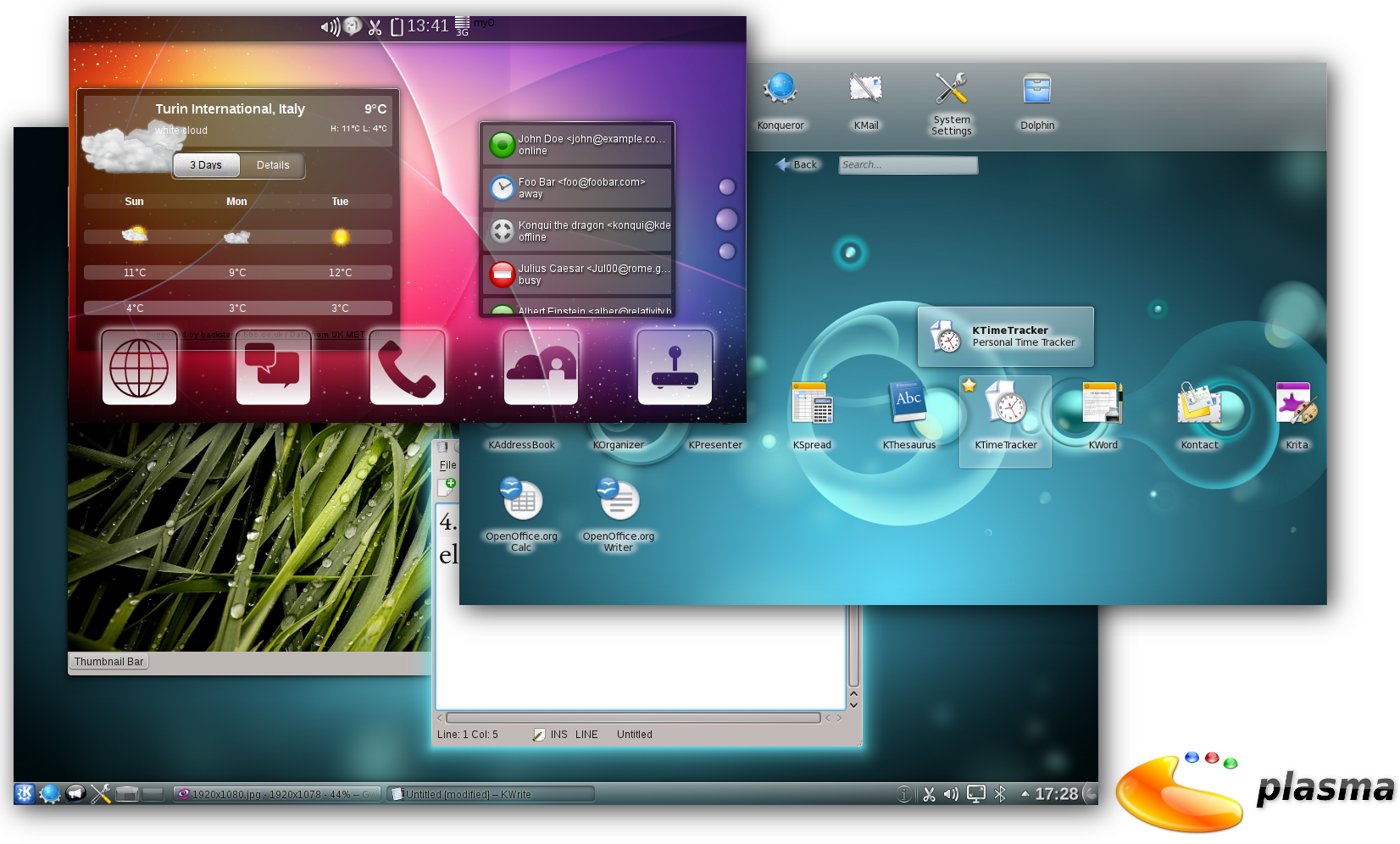
Uživatelské rozhraní s designem Frutiger Aero (KDE Plasma 4 z roku 2011)